# Grenze zwischen Lettland und Russland

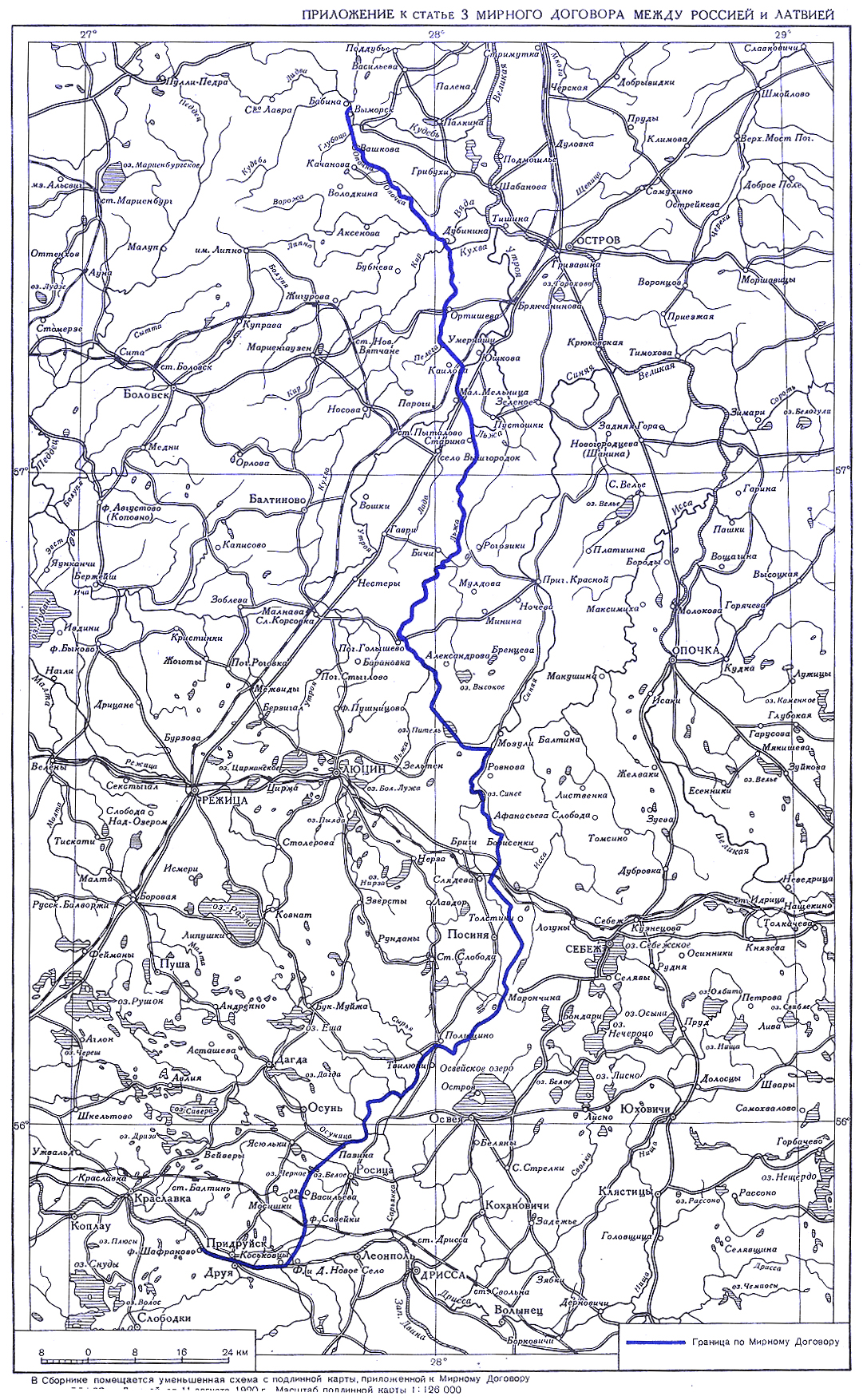
Die Grenze zwischen Lettland und Russland

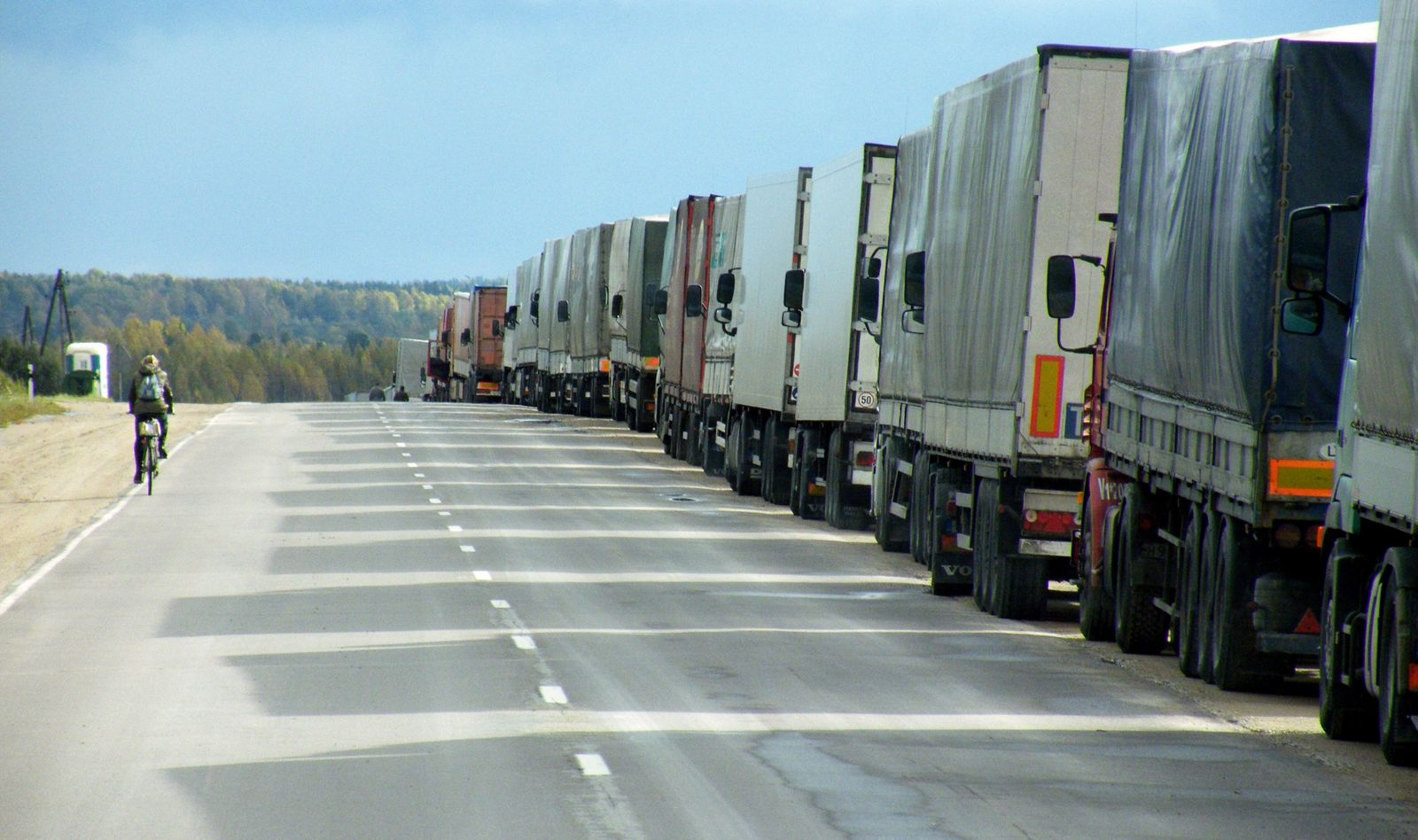
LKW-Schlange bei Zilupe mit Wartezeiten bis zu 48 Stunden

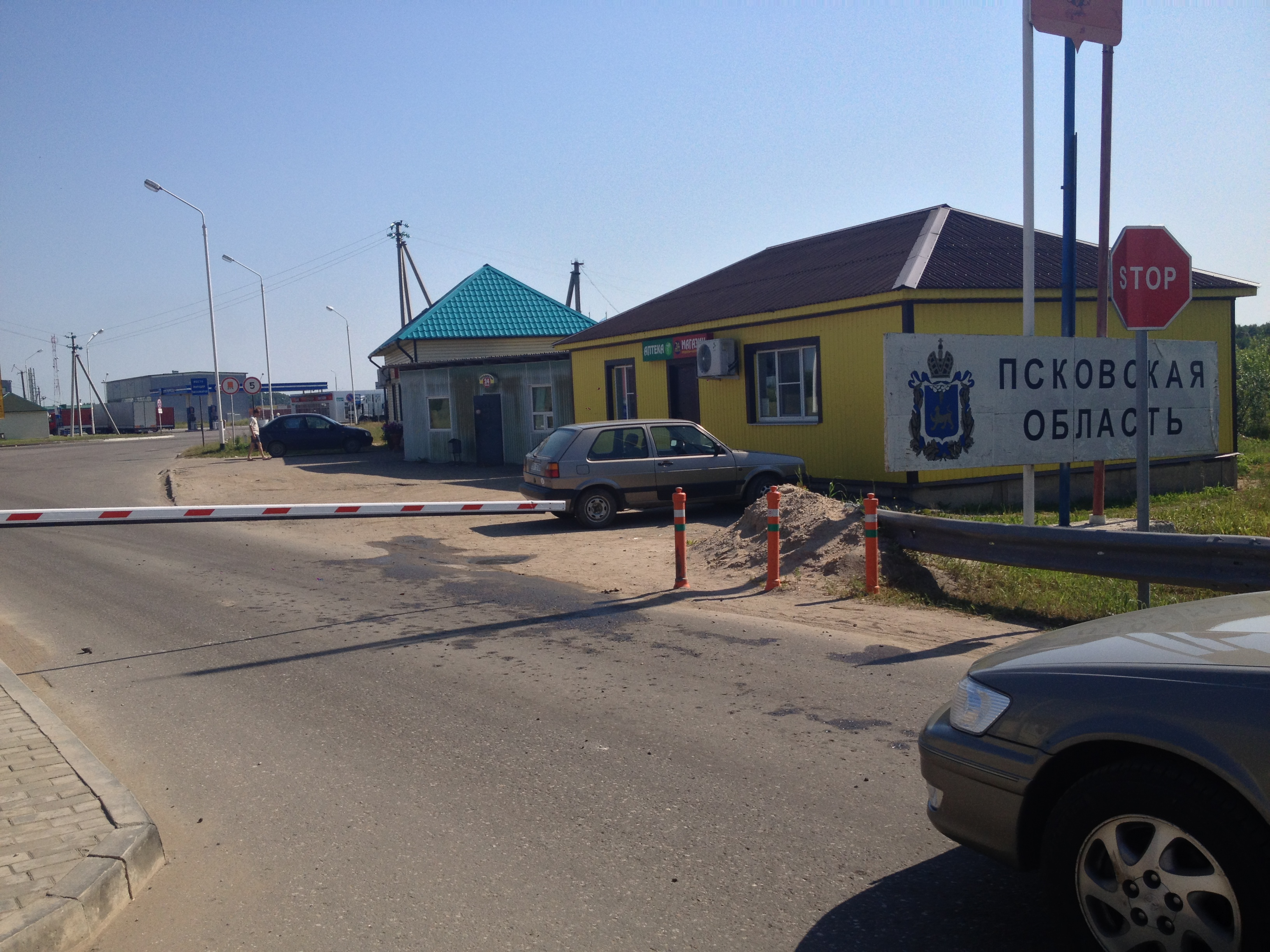
Grenzübergang Pytalovsky District

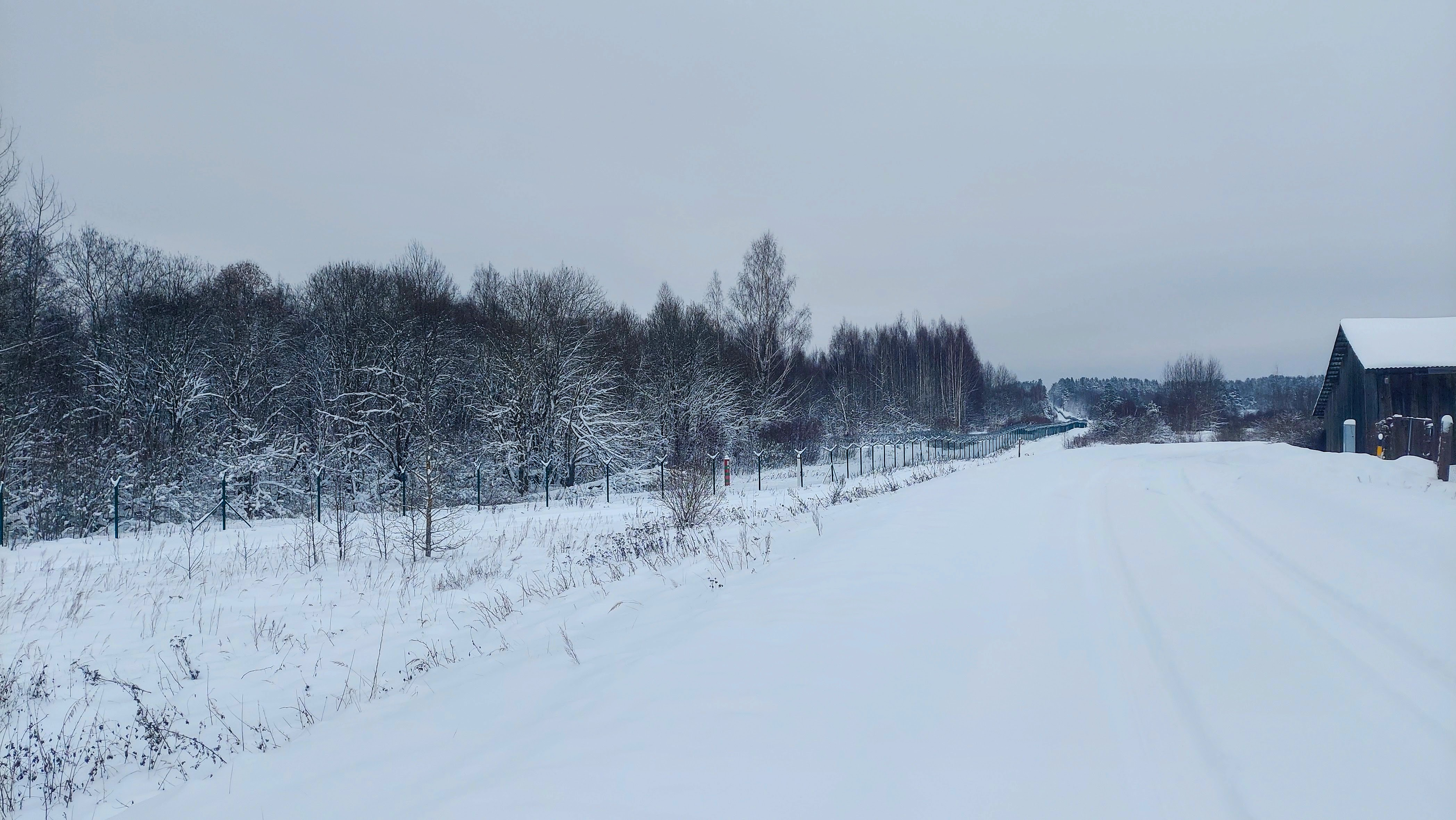
Grenze bei Grebņova

Die Grenze Lettland–Russland ist eine Außengrenze der Europäischen Union. 
Lettland und neun weitere Staaten sind seit dem 1. Mai 2004 Mitglieder der Europäischen Union. 
Im Rahmen der NATO-Osterweiterung wurden die drei baltischen Staaten und vier weitere Staaten 2004 Mitglieder der NATO. Seitdem sind die Grenzen Lettland-Russland und Estland-Russland Grenzen der EU und der NATO zu Russland.
Russland entstand nach der Auflösung der Sowjetunion im Dezember 1991.
Laut den amtlichen Angaben der lettisch-russischen Kommission, die in den Jahren 2009 bis 2017 den genauen Grenzverlauf vermaß und kennzeichnete, ist die Grenze 283,6 km lang. 
Medien publizierten gelegentlich abweichende Angaben, unter anderem 217 km. 
Eine zugangsbeschränkte Grenzsicherheitszone liegt auf der russischen Seite der Grenze. In der Regel ist dort der geschlossene Streifen mehrere Kilometer breit, nur schwach besiedelt und umfasst auch umfangreiche militärische Sperrgebiete. Für den Besuch eines Ortes dieser Zone ist eine Genehmigung der örtlichen FSB-Abteilung erforderlich. Der Verkehr zu und von den Grenzkontrollstellen ist (Stand 2011) frei. Auch auf lettischer Seite gibt es einen Sicherheitsstreifen, auf den mit Schildern an der Straße hingewiesen wird. Der Zugang ist reglementiert, jedoch nicht verwehrt.

## Geschichte
Die Oblast Pskow (russisch Псковская область Pskowskaja oblast) und Lettland sind seit der Gründung der Republik Pskow (russisch Псковская Республика Pskowskaja Respublika) im 13. Jahrhundert historisch verbunden. Von 1925 bis 1940 war die Grafschaft Abrene (lettisch Abrenes apriņķis) Teil der Lettischen Republik.
Während des Zweiten Weltkriegs besetzte die Sowjetunion 1940 die Republik Lettland und gliederte am 23. August 1944 illegal 1.075,31 km² lettischen Territoriums in die Sowjetunion ein – die Stadt Abrene (jetzt Пыталово Pytalowo) und sechs Kreisgemeinden (Purvmalas, Linava, Kacēnu, Upmales, Gauru und Augšpils pagasts). Am 16. Januar 1945 wurde das Gebiet der LSSR in die russische Oblast Pskow eingegliedert und in Rajon Pytalowo umbenannt. Seit Lettland seine Unabhängigkeit wiedererlangt hatte, beanspruchte Lettland auf der Grundlage des Rigaer Vertrags von 1921 das damalige Hoheitsgebiet.
Die Festlegung der Grenzen zu Russland wurde 1998 abgeschlossen, doch erst am 27. März 2007 wurde das lettisch-russische Grenzabkommen unterzeichnet. Am 23. September 2009 wurde eine neue Grenzziehung gültig, die von der lettisch-russischen Kommission für die Sicherung der Grenzen beaufsichtigt wurde. Die Sitzungen der Kommission fanden statt:
- vom 23. bis 24. September 2009 in Daugavpils,
- vom 23. bis 28. November in Moskau,
- vom 25. bis 26. Februar 2010 in Jūrmala,
- vom 24. bis 28. Mai in Pskov und
- vom 21. bis 23. September in Riga.

Die abschließende Fixierung der Grenze endete erst im Oktober 2017, als die endgültigen Dokumente unterzeichnet wurden. 
Demnach bleibt der Bezirk Pytalowo ein Teil Russlands.
Im März 2014 besetzten russische Truppen auf Befehl des rusischen Machthabers Putin die Krim. Russland annektierte die Krim und begann im April 2014 den Krieg im Donbass. 
Russland verstärkte seine Truppen an der Grenze zu den baltischen Staaten und veranstaltete zusammen mit Belarus große Manöver an deren Grenzen. Daraufhin verstärkte die NATO ihre Präsenz in den baltischen Staaten.
Lettland begann im März 2016 den Bau eines neuen 2,7 Meter hohen Stacheldrahtzaunes an der Grenze zu Russland.
Am 24. Februar begannen russische Truppen auf Befehl von Putin einen völkerrechtswidrigen Angriffskrieg auf die Ukraine. 
Viele Bürger Russlands emigrierten in westliche Staaten. Seit September 2022 hat Lettland einen Einreisestopp für russische Bürger verhängt. Seit dem 19. September 2022 dürfen russische Staatsbürger mit einem Schengen-Visum für touristische Aufenthalte, Geschäftsreisen, Sport- und Kulturveranstaltungen hier nicht mehr einreisen – unabhängig davon, von welchem Mitgliedsland das Visum ausgestellt wurde.
Am 13. September 2023 schloss die lettische Regierung die Grenze für in Russland zugelassene Fahrzeuge.

## Grenzverlauf
Die Passage der Staatsgrenze zwischen der Russischen Föderation und der Republik Lettland ist auf der Grundlage von Vereinbarungen festgelegt. Gemäß dem Abkommen über die russisch-lettische Staatsgrenze beginnt die Staatsgrenze zwischen Lettland und Russland am Dreiländereck Lettland, Russland und Belarus  und endet am Dreiländereck Lettland, Russland und Estland .
Lettland grenzt nur an ein Verwaltungsgebiet Russlands: Oblast Pskow. Russland grenzt dagegen an sieben lettische Bezirke:
- Alūksnes
- Viļakas
- Baltinavas
- Kārsavas
- Ciblas
- Ludzas
- Zilupes novads

Das Überqueren der Grenze ist offiziell nur an den Grenzkontrollstellen erlaubt. Die meisten Reisenden benötigen ein Visum auf einer oder beiden Seiten der Grenze. Visafrei ein- und ausreisen dürfen nur Nichtbürger Lettlands.
| Lettland                                    | Lettland                                                         | ⇄                                                                | Russland                                                         | Russland                                              | Position                         |
| ------------------------------------------- | ---------------------------------------------------------------- | ---------------------------------------------------------------- | ---------------------------------------------------------------- | ----------------------------------------------------- | -------------------------------- |
| Dreiländereck Estland - Lettland - Russland | Dreiländereck Estland - Lettland - Russland                      | Dreiländereck Estland - Lettland - Russland                      | Dreiländereck Estland - Lettland - Russland                      | Dreiländereck Estland - Lettland - Russland           | 57° 31′ 5″ N, 27° 21′ 5″ O       |
| RKP Pededze, Pededzes pagasts               | P42                                                              |                                                                  | 58K-339                                                          | Bruniševa (russisch Брунишево)                        | 57° 32′ 6,1″ N, 27° 28′ 21,1″ O  |
| Bērziņi                                     | ·                                                                | ·                                                                | ·                                                                | Manuhnova (russisch Манухново)                        | 57° 23′ 46″ N, 27° 39′ 48″ O     |
| Katleši, Žīguru pagastā                     | ·                                                                | ·                                                                | ·                                                                | Untino (russisch Унтино)                              | 57° 20′ 49,9″ N, 27° 46′ 9,5″ O  |
| RKP Vientuļi, Vecumu pagasts                | P35                                                              | [ 14 ] [ Anm. 1 ]                                                | 58K-530                                                          | MAP „Ludonka“, (russisch МАПП «Лудонка»)              | 57° 8′ 3,8″ N, 27° 46′ 21,9″ O   |
| Punduri, Bezirk Baltinava                   | () ·                                                             | () ·                                                             | () ·                                                             | Punduri (russisch Пундури)                            | 56° 58′ 17,2″ N, 27° 45′ 4,2″ O  |
| Kārsava, Kārsavas novads                    | [ Anm. 6 ] [ Anm. 1 ]                                            | [ Anm. 6 ] [ Anm. 1 ]                                            | [ Anm. 6 ] [ Anm. 1 ]                                            | Skangaļi (russisch Скангали)                          | 56° 51′ 11,9″ N, 27° 43′ 42,5″ O |
| Grebņeva, Malnavas pagasts                  | A13 · E262                                                       | [ Anm. 1 ]                                                       | 58K-306                                                          | Ubiļinka (russisch Убылинка)                          | 56° 52′ 15,1″ N, 27° 49′ 56,1″ O |
| Aizgārša, Goliševas pagasts                 | ·                                                                | ·                                                                | ·                                                                | Ļamoni (russisch Лямоны)                              | 56° 44′ 45,2″ N, 27° 54′ 50,9″ O |
| Opoļi, Latvijas robežsardze                 | · Kaserne Lettischer Grenzschutz Opoļu robežapsardzības nodaļa · | · Kaserne Lettischer Grenzschutz Opoļu robežapsardzības nodaļa · | · Kaserne Lettischer Grenzschutz Opoļu robežapsardzības nodaļa · | Mogili (russisch Могили), Rajon Sebesch, Oblast Pskow | 56° 23′ 58,1″ N, 28° 10′ 32,5″ O |
| Zilupe, Bezirk Zilupe                       |                                                                  |                                                                  |                                                                  | Posiņi (russisch Посинь)                              | 56° 23′ 19,2″ N, 28° 10′ 21,4″ O |
| Terehova, Zaļesjes pagasts                  | A12 · E22                                                        |                                                                  | M9 · E22                                                         | Burački (russisch Бурачки)                            | 56° 21′ 21,6″ N, 28° 11′ 38,1″ O |
| Dreiländereck Lettland - Russland - Belarus | Dreiländereck Lettland - Russland - Belarus                      | Dreiländereck Lettland - Russland - Belarus                      | Dreiländereck Lettland - Russland - Belarus                      | Dreiländereck Lettland - Russland - Belarus           | 56° 10′ 13″ N, 28° 9′ 5″ O       |

Grenzübertritte können auch mit dem Flugzeug erfolgen. Der einzige internationale Flughafen in Lettland ist der Flughafen Riga, der unter anderem Flüge nach Moskau und Sankt Petersburg anbietet. Die Flughäfen Flugplatz Daugavpils, Liepāja, Jūrmala-Tukuma und Ventspils sind ebenfalls als Grenzübergangsstellen registriert.
Anmerkungen
1. 1 2 3 4 5 6 7  Offizielle Grenzübergänge:
  - Liste der Grenzübergangsstellen gemäß Artikel 2 Absatz 8 der Verordnung (EG) Nr. 562/2006 des Europäischen Parlaments und des Rates vom 15. März 2006 über einen Gemeinschaftskodex für das Überschreiten der Grenzen durch Personen (Schengener Grenzkodex). In: JURION. 13. Oktober 2006, abgerufen am 17. Juni 2019 (siehe LETTLAND – RUSSISCHE FÖDERATION): „Landgrenzen: (1) Aizgārša-Ļamoni (Лямоны), (2) Bērziņi-Manuhnova (Манухново), (3) Grebņeva-Ubiļinka (Убылинка), (4) Kārsava-Skangaļi (Скангали) (Eisenbahn), (5) Pededze-Bruniševa (Брунишево), (6) Punduri-Punduri (Пундури), (7) Terehova-Burački (Бурачки), (8) Vientuļi-Ludonka (Лудонка), (9) Zilupe-Posiņi (Посинь) (Eisenbahn)“
  - Robezas apsardziba un kontrole. (PDF) S. 3, abgerufen am 17. Juni 2019 (lettisch, Grenzbewachung und Kontrolle (reichlich illustriert)).
2. ↑  Stillgelegte oder gesperrte Verbindungen über die Grenze sind mit  gekennzeichnet. Die Liste orientiert sich auch an den Veröffentlichungen der Schengen-Kommission. Da Russland dem Grenzabkommen nicht beigetreten ist, sind einige Übergänge nur von lettischer Seite eingerichtet.
3. ↑  Der 2000 komplett ausgebaute Kontrollpunkt existiert nur noch von lettischer Seite. Er wurde feierlich eröffnet, aber nie in Betrieb genommen. Auf russischer Seite gibt es einen Waldweg ohne durchgehende Verbindung nach Westen und die Reste der Grenzkontrollstelle etwa 550 m von der Grenze entfernt. Aufgrund des russischen Regierungserlasses N839-r (2009) wurde dieser Punkt ab dem 1. August 2009 endgültig geschlossen
4. ↑  War geplant, wurde aber bisher nicht realisiert
5. ↑  Geschlossene Bahnstation, jetzt auf russischem Territorium in unmittelbarer Nähe der lettischen Grenze. Gegenüber dem ehemaligen Bahnhof befindet sich das lettische Dorf Punduri. Auf russischer Seite sind nur ein Wohnhaus und ein paar Wirtschaftsgebäude der Bahn geblieben. Das ehemalige Stationsgebäude ist eingestürzt. Die lettisch-russische Grenze verläuft 30 Meter westlich der Gleise der Eisenbahnlinie und verläuft vollständig auf russischem Territorium einige Kilometer entlang der Grenze.
  - станция Пондеры, Пундури, остановочный пункт Пундури. Haltestelle Pondera … pskovrail, 2019, abgerufen am 5. Juni 2019 (russisch, diverse Fotos).
6. ↑  Bahnverbindung Rēzekne–Pskow (Sankt Petersburg–Warschauer Eisenbahn)
7. ↑  Sichtbar mit StreetView, sieht aber geschlossen aus.
8. ↑  Seit 2002, nur Kaserne und Grenzposten
9. ↑  Strecke Rēzekne–Welikije Luki (Moskau–Rigaer Eisenbahn siehe Moskau Rigaer Bahnhof)